# Proces nuklearne fisije

## Nuklearna fisija
Nuklearna fisija je dijeljenje jezgre atoma na manje dijelove (manje jezgre), pri čemu nastaju + slobodni neutroni i druge male jezgre, što bi moglo dovesti do proizvodnje fotona (u obliku gama-zraka). Fisija teških elemenata je egzotermna reakcija koja oslobađa velike količine energije kao što su elektromagnetska radijacija i kinetička energija dijelova (zagrijavanjem veličine materijala gdje se fisija događa). Fisija je oblik elementarne pretvorbe zato što nastali dijelovi nisu istog kemijskog elementa kao originalni atom.
Nuklearna fisija proizvodi snagu za nuklearnu energiju i pokreće eksploziju nuklearnih oružja. Obje uporabe su moguće zbog određenih sastojaka zvanih nuklearna goriva. Nuklearna goriva prolaze kroz fisiju kod sudara sa slobodnim neutronima a za uzvrat stvaraju neutrone kad se razdvoje. To omogućava samoodržavajuću lančanu reakciju koja oslobađa energiju kontrolirano u nuklearnom reaktoru ili vrlo brzo i nekontrolirano kod nuklearnih oružja.
Količina nuklearne energije sadržane u nuklearnom gorivu je milijun puta veća od količine slobodne energije sadržane u sličnoj količini kemijskog  goriva kao što je benzin, što čini nuklearnu fisiju vrlo primamljivim izvorom energije. Loša strana toga je što su proizvodi nuklearne fisije radioaktivni i ostaju takvi dugo vremena čime se povećava problem nukleanog otpada. Zabrinutost oko skupljanja nuklearnog otpada i oko eksplozivnog potencijala nuklearnih oružja je možda veća od poželjnih kvaliteta fisije kao izvora energije, te se oko toga vode velike političke debate.

## Stvaran prikaz
Nuklearna fisija se razlikuje od ostalih oblika radioaktivnih raspadanja po tome što se može
 pohraniti i kontrolirati pomoću lančanih reakcija: slobodni neutroni oslobođeni svakim fisijskim događanjem mogu pokrenuti još događaja, koji zauzvrat oslobađaju više neutrona i uzrokuju više fisija. Izotopi kemijskih elemenata koji mogu podržati fisijsku lančanu reakciju zovu se nuklearna goriva, za njih kažemo da se mogu cijepati. Najuobičajenija nuklearna goriva su 235U (izotop urana atomske mase 235 koji se koristi u nuklearnim reaktorima) i 239PU (izotop plutonija atomske mase 239). Ova goriva se rastavljaju u dvonačinski raspon kemijskih elemenata s atomskim masama približnim 95 i 135u (fisijski produkt). Većina nuklearnih goriva prolaze kroz spontanu fisiju, ali jako sporo, raspadajući se pomoću α/β raspadnih lanaca kroz period od milijun godina. U nuklearnom reaktoru ili nuklearnom oružju većina fisijskih događaja uzrokovana su bombardiranjem s drugom česticom, kao što je neutron.
Tipični fisijski događaji otpuštaju otprilike dvjesto tisuća milijuna elektron volta energije po fisijskom događaju. Za usporedbu uzmimo većinu kemijskih oksidacijskih reakcija (kao izgarajući ugljen ili TNT) koji otpuštaju najviše par elektron volta po događaju. Nuklearna goriva sadrže i do deset miljuna puta više iskoristive energije od kemijskih goriva. Energija nuklearne fisije se otpušta kao kinetička energija fisijskog produkta i dijelova, i kao elektromagnetska radijacija u obliku gama zraka. U nuklearnom reaktoru energije se pretvara u toplinsku dok se čestice gama zrake sudaraju s atomima koje čine reaktor i njegov radni fluid, najčešće vodu ili ponekad tešku vodu.
Kod raspadanja urana u 2 druga atoma, proizvede se energija od otprilike 200 Mega elektron volta. 168 MeV te energije je kinetička energija dijelova urana (atoma) koji se kreću brzinom c/30. Uz to odašilje se u prosjeku 2.5 neutrona s kinetičkom energijom od približno 2 MeV svaki. Na kraju fisijska reakcija emitira otprilike 30 MeV gama fotona.
Neutronske i gama zrake koje odašilju čestice izbrišu informaciju o fisijskom procesu, što čini teškim proučavati dinamiku iz sjedišta cjepišta, gdje se čestice formiraju i nuklearna interakcija rasprši. Unatoč tome ima par fisijskih događaja za koje nema neutrona ni gama zraka. Ti događaji su dio takozvane hladne fisije.
Nuklearna fisija teških elemenata proizvodi energiju zbog specifične energije koja ih veže
 prema masi prema nukleusima srednje mase s atmoskim brojem i atomskom masom priblizno  61Ni i 56Fe i veća je od energija jako teških nukleusa, tako da se ta energija oslobađa kad se teški nukleusi razbijaju na dijelova.
Ukupni ostatak mase fisijiskih produkata (Mp) iz jedne reakcije je manja od mase originalnih nukleusa goriva (M). Višak mase Δm = M – Mp je nepromjenjiva masa energije koja se oslobađa u obliku fotona (gama zraka) i kinetičke energije čestica, to na govori formula  masa = energija E=mc².
U nuklarnim fisijskim događajima nukleusi se mogu razdvojiti u bilo koju kombinaciju lakših nukleusa, ali najuobičajeniji događaj nije fisija jednake mase nukleusa od oko 120;  najčešći događaj (ovisno o izotopima i procesima) je pomalo neuravnotežena fisija u kojem jedan podijeljeni nukleus ima masu od oko 90 do 100 u, a drugi ima ostatak od oko 130 do 140 u. Nejednake fisije su energetski više poželjne zato što nam to dopušta da jedan produkt bude bliži energetskom minimumu, približno masi 60 u (samo četvrtina prosječne fisijske mase), dok drugi nukleus mase 135 u još uvijek nije daleko od raspona najčvršće vezanog nukleusa.
Varijacija u specifičnoj vezanoj energiji s atomskim brojem postoji zbog unutarnje povezanosti dvije osnovne sile koje djeluju na komponente nukleusa (protoni i neutroni). Nukleusi su vezani sa snažnom privlačnom nuklearnom silom između nukleusa, koja je jača od elektrostatičog odbijanja između protona. Međutim, snažna nuklearna sila djeluje samo na ekstremno kratkim rasponima (prati Yukawa potencijal). Zbog toga su veliki nukleusi slabije vezani po jedinici mase nego manji nukleusi, i dijeljenje dva velika nukleusa u dva srednje veličine oslobađa energiju.
Zbog kratkoće raspona jake vezajuće sile, veliki nukleusi sadrže proporcionalno više neutrona od lakših elemenata, koji su najstabilniji s omjerom 1-1 (proton-neutron). Ostatak neutrona stabiliziraju teške elemente jer dodaju snagu privlačnoj sili bez da dodaju snagu odbijanju između protona. Fisijski produkti u prosjeku imaju isti omjer neutrona i protona kao i nukleusi od kojih su nastali i zato su često nestabilni jer imaju proporcionalnost previše neutrona u usporedbi sa stabilnim izotopima slične mase. To je osnovni uzrok problema velike količine radioaktivnog otpada iz nuklearnih reaktora. Fisijski produkti su često beta emiteri, odašilju brzo kretajuće elektrone da bi sačuvali električni naboj dok se preostali neutroni pretvaraju u protone unutar  jezgre atoma fisijskog produkta.
Najčešća nuklearna goriva, 235U i 239Pu, nisu veliki radijacijske opasnosti sama po sebi.235U ima poluživot prosječno 700 milijuna godina, i dok 239Pu ima poluživot od samo 24 000 godina,on je odašiljač čistih alfa čestica i nije opasan osim ako se ne pojede.
Jednom kad je gorivi element iskorišten, ostatak gorivog materijala je intimno pomiješan s visoko radioaktivnim fisijskim produktima koji emitiraju energetske beta čestice i gama zrake.
Neki fisijski produkti imaju poluživot kratak i do par sekundi, ostali imaju poluživote do desetke tisuća godina i zahtijevaju dugoročno pohranjivanje u spremišta kao što su Yucca Mountain, dok se fisijski produkti ne raspadnu u neradioaktivne stabilne izotope.